# 실버코드

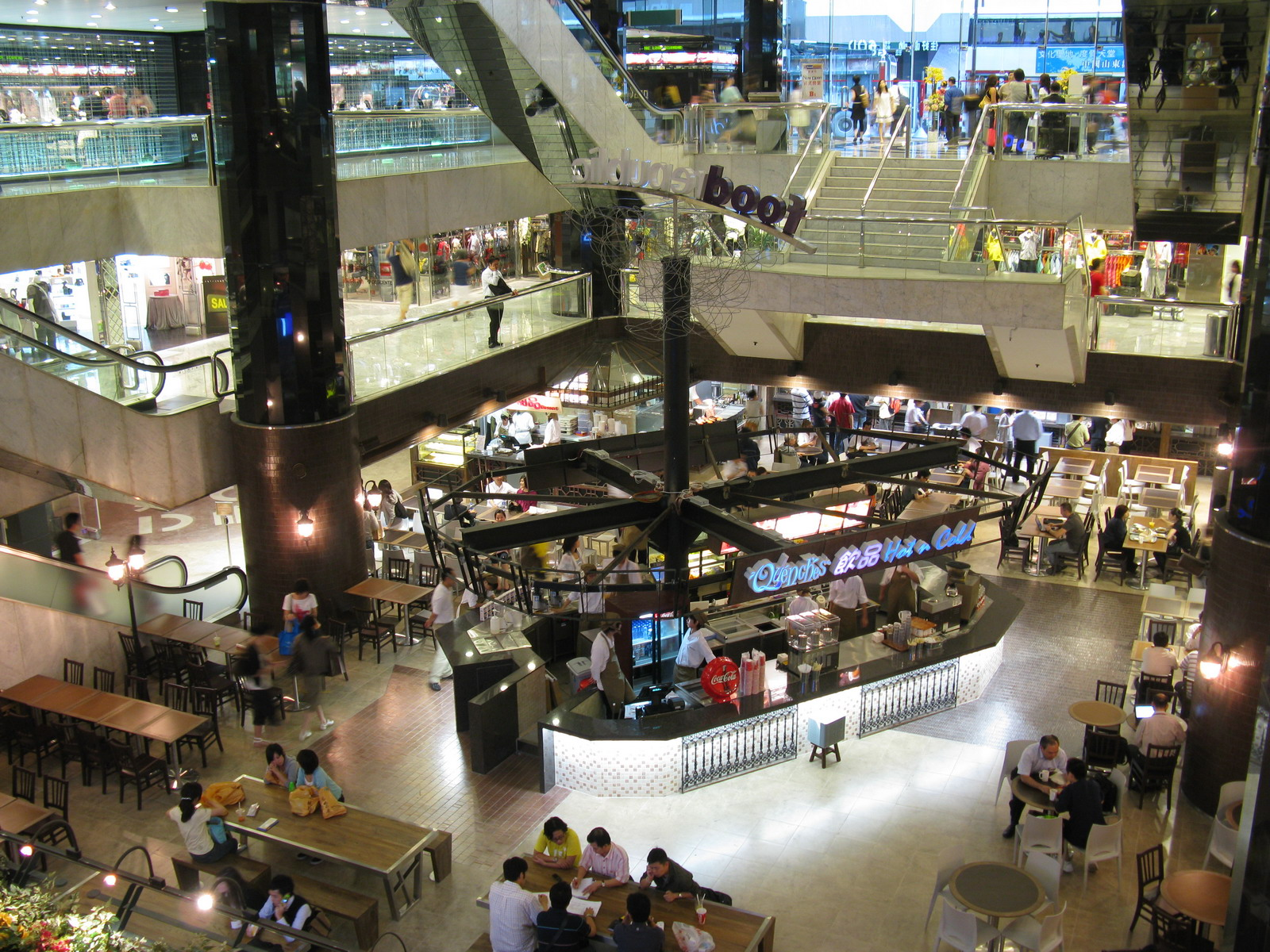
실버코드

실버코드(중국어: 新港中心, 영어: Silvercord)는 홍콩 짐사저이에 위치한 쇼핑 센터이다.